# كهك فتح أباد (فتح أباد)
كهك فتح أباد (بالفارسية: کهک فتح‌آباد) هي قرية تقع في إيران في Fathabad Rural District. يقدر عدد سكانها بـ 194 نسمة بحسب إحصاء 2016.